# Warpe
Warpe ist eine Gemeinde der Samtgemeinde Grafschaft Hoya im Landkreis Nienburg/Weser in Niedersachsen.

## Geographie

### Lage
Die Gemeinde Warpe liegt eingebettet in einer von Anhöhungen und Senken zwischen 60 und 25 Meter über NN gekennzeichneten Landschaft, und es entspringen und durchfließen mehrere Wasserläufe das Gebiet, darunter zum Beispiel der Bückener Mühlenbach. Angestaut zu kleinen und größeren Teichen waren diese Bäche Grundlage für mehrere, jetzt stillgelegte, teils verfallene und restaurierte Wassermühlen.

### Gemeindegliederung
- Helzendorf
- Nordholz
- Warpe
- Windhorst

## Geschichte
Von 1259 bis 1555 hatte das Rittergeschlecht derer von Warpe hier seinen Stammsitz. Auch die Grafen von Hoya besaßen Höfe in Warpe. Von 1665 bis 1963 gab es eine Schule in Warpe. 

### Eingemeindungen
Seit der Gemeindereform, die am 1. März 1974 in Kraft trat, ist Warpe eine selbständige Gemeinde mit den Ortsteilen (ehemaligen Gemeinden) Helzendorf, Nordholz und Windhorst und ein Teil der Samtgemeinde Grafschaft Hoya.

### Einwohnerentwicklung
| Jahr      | 1961 | 1970 | 1987 | 1992 | 1997 | 2002 | 2007 | 2008 | 2009 | 2010 | 2011 |
| --------- | ---- | ---- | ---- | ---- | ---- | ---- | ---- | ---- | ---- | ---- | ---- |
| Einwohner | 943  | 891  | 727  | 762  | 755  | 779  | 796  | 799  | 792  | 804  | 799  |

(1961: 6. Juni, 1970: 27. Mai, jeweils mit dem heutigen Gebietsstand, ab 1987 jeweils am 31. Dezember)
|  |

## Politik

### Gemeinderat
Der Rat der Gemeinde Warpe setzt sich aus neun Mitgliedern zusammen. Die Ratsmitglieder werden durch eine Kommunalwahl für jeweils fünf Jahre gewählt.
Bei der letzten Kommunalwahl 2021 ergab sich folgende Sitzverteilung:
- WG Warpe: acht Sitze
- Grüne: ein Sitz

### Wappen
Blasonierung: „In Blau ein silbernes Wassermühlenrad, beiderseits begleitet von einer goldenen Ähre, deren Halme sich unten kreuzen, über dem Wasserrad zwei gekreuzte goldenen Giebelbretter, die in nach außen gewendeten Pferdeköpfen enden.“

## Kultur und Sehenswürdigkeiten
Durch die Gemeinde verläuft ein rund 16 Kilometer langer Skulpturenrundweg mit acht Skulpturen.

## Wirtschaft und Verkehr

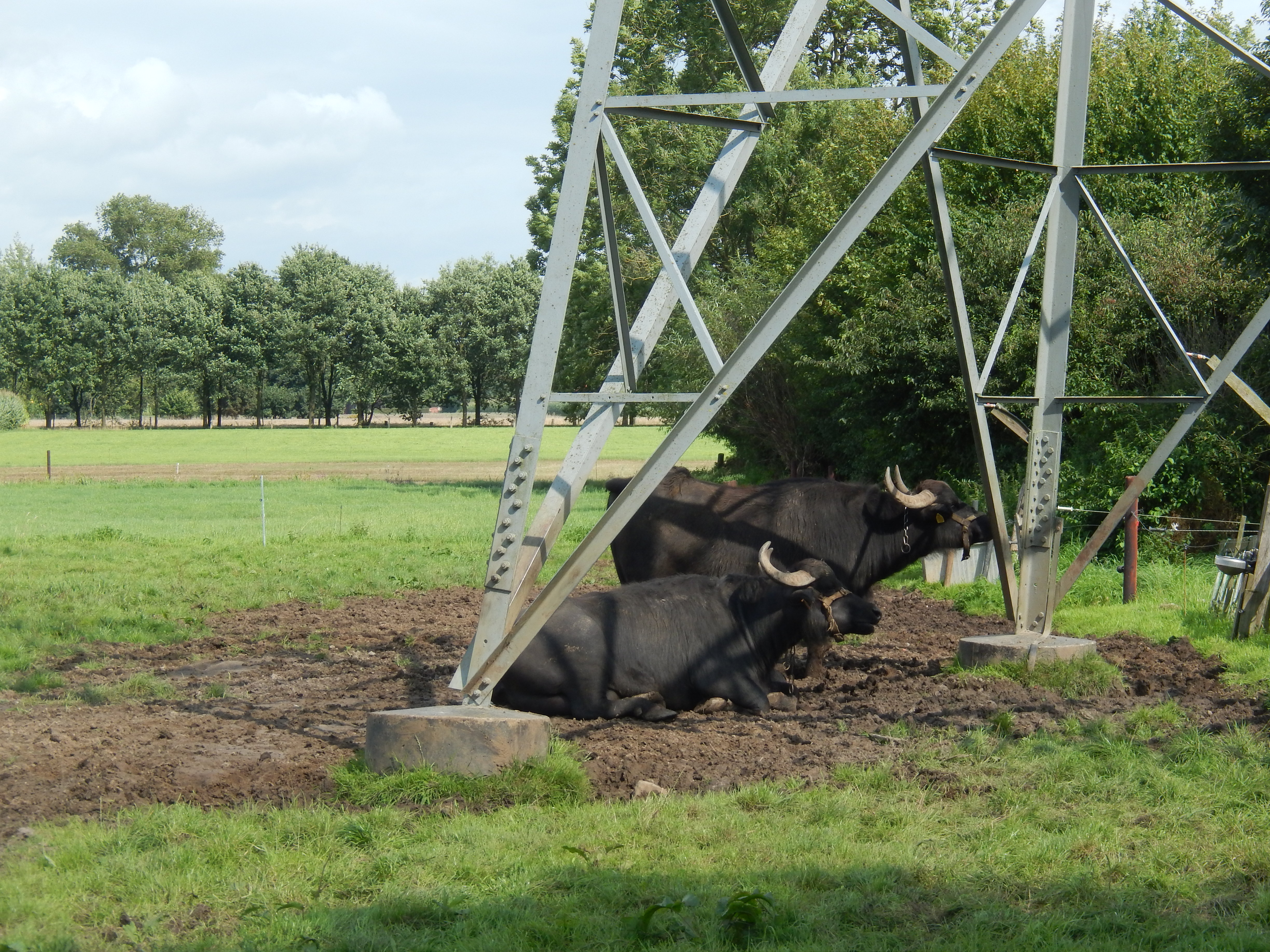
Wasserbüffel bei Warpe

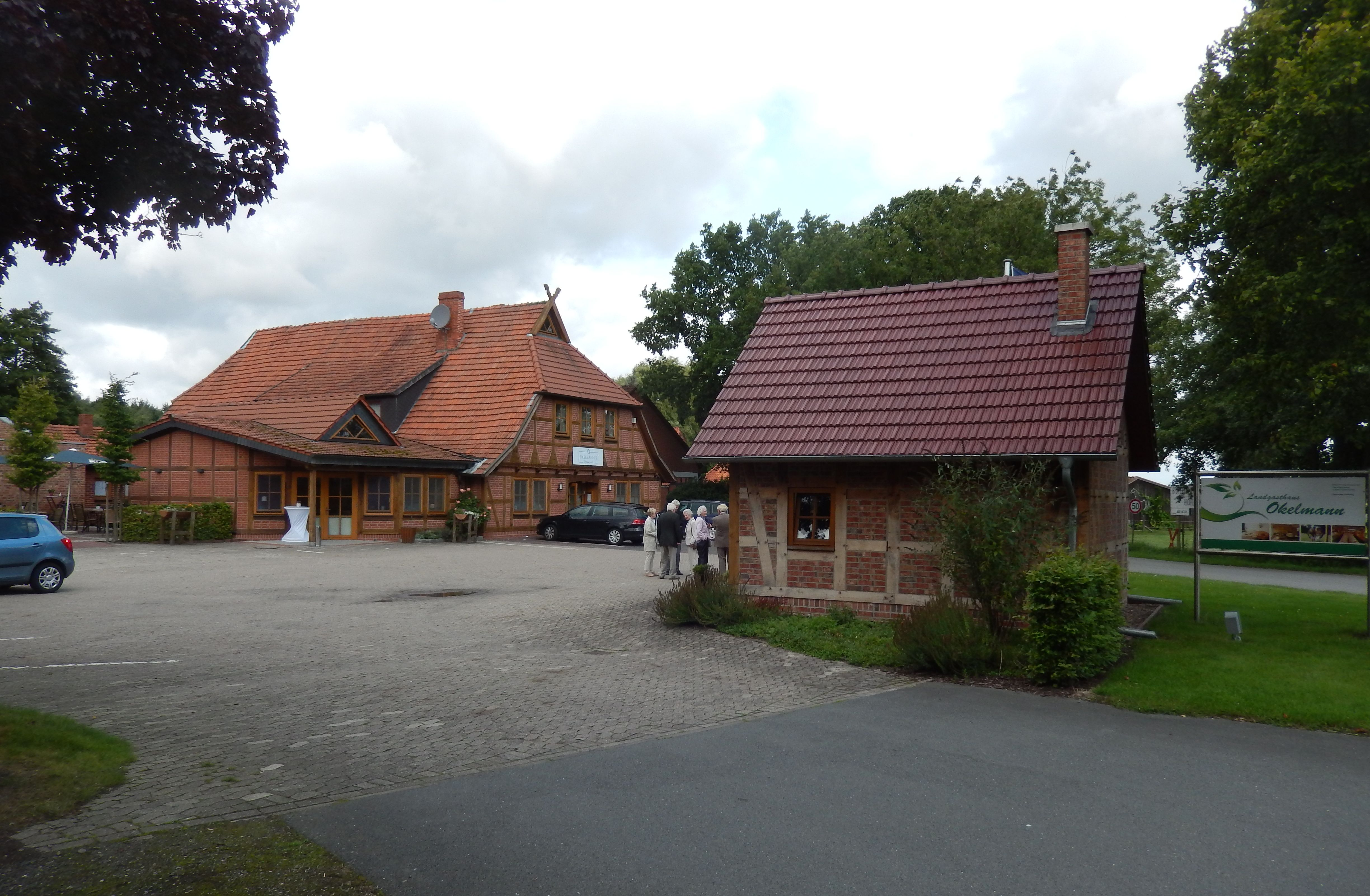
Landgasthaus Okelmann

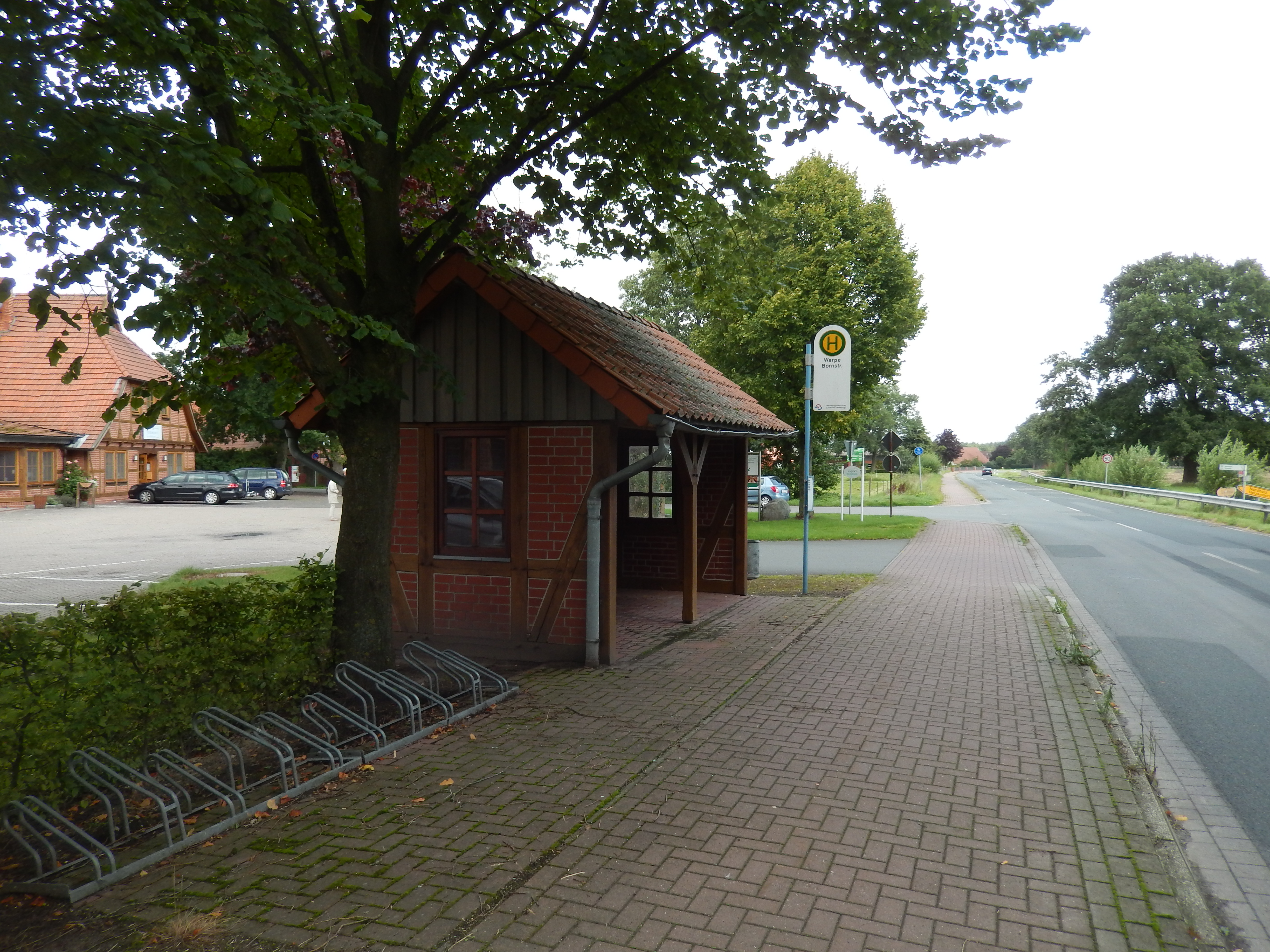
Bushaltestelle Bornstraße in Warpe

Die Gemeinde ist überwiegend landwirtschaftlich geprägt. Daneben spielt der Tourismus eine kleinere Rolle.

### Vereine
- Ernteclub Warpe
- Freiwillige Feuerwehr Warpe
- Gesangsverein Nordholz-Helzendorf
- TSV Nordholz (Sportverein)
- Schützenverein Nordholz-Helzendorf
- Schützenverein Warpe
- Schützenverein Windhorst
- Wundertüte e. V. (Kindergarten)

(Quelle unter)

### Unternehmen
- Mittelweser Tiefbau GmbH & Co. KG[7]
- Hofkäserei Derboven GmbH & Co. KG[8]
- Früchtehof Schindler

### Verkehr
Zur Bundesstraße 6 sind es etwa 5 km. Es besteht an Schultagen eine Busverbindung mit der Lokalbus-Linie 26 der Verkehrsgesellschaft Landkreis Nienburg nach Bücken und Hoya.

## Bauwerke
Siehe auch Liste der Baudenkmale in Warpe
- Wassermühle Heuermann; seit 860 Standort der Mühle, Gebäude von 1839
- Wohn- und Wirtschaftsgebäude Nordholz 6: Zweiständerhallenhaus in Fachwerk vom 18. Jahrhundert
- Busch’ens Mühle von 1910

## Persönlichkeiten
- Pablo Hirndorf (* 1963), Maler und Objektkünstler
- Bert Strebe (* 1958), Schriftsteller, Lyriker und Journalist